# 格奧爾格·魏澤爾
格奧爾格·魏澤爾（德語：Georg Wetzell，1869年3月5日—1947年1月3日）是一名德國陸軍將領，最高軍階為步兵上將。魏澤爾曾於第一次世界大戰中擔任過多個軍團級單位參謀長，後轉入總參謀部服務，更成為德軍最高指揮者之一的埃里希·魯登道夫的作戰部長。戰後，魏澤爾於德國威瑪共和時代擔任「防衛軍」下轄的「部隊室」主任，後於1927年退役。

## 生平
魏澤爾出生於1869年3月5日的一個中產階級家庭，於1889年10月1日加入德意志帝国陸軍，駐於梅斯的「第1洛林第16工兵營」（1. Lothringisches Pionier-Bataillon Nr. 16），1890年11月18日，魏澤爾晉升少尉；1891年8月22日，昇為中尉。1893年10月1日，調至「第2洛林第20工兵營」（2. Lothringische Pionier-Bataillon Nr. 20），並就讀聯合砲兵工程學校。1898年轉任梅斯的第144步兵團服役。1899年10月，魏澤爾晉升中尉。1901年，他進入柏林的戰爭學院就讀，直到1903年畢業，便轉入總參謀部服務。1906年3月，魏澤爾晉升上尉，之後任駐史特拉斯堡的第15軍參謀處。1909年，魏澤爾受任指揮第132步兵團的一個連。1911年，轉任駐因斯特堡的第2步兵師參謀處。1912年10月，魏澤爾晉升少校，並調至駐柏林的第3軍參謀處，直到1914年8月第一次世界大戰爆發。
1930年，經由魯登道夫的介紹，魏澤爾遠赴中國擔任德國軍事顧問團總顧問，為第一位擔任本職務的前德國高階軍官。在魏澤爾的領導下，受聘於國民政府的德國軍事顧問團從一支退役軍人組成的顧問團體轉為更軍事化的參謀組織。同時，魏澤爾對國民政府主席蔣中正在中原大戰和江西剿共等戰事中發揮重要作用。然而，出於文化差異和魏澤爾性格問題，魏澤爾與國民政府和國民革命軍人員衝突日益增加，甚至與蔣中正都衝突不斷。蔣中正產生「換總顧問」的念頭，致電請魏澤爾的前上司漢斯·馮·塞克特來華協調；反激怒魏澤爾自請辭職，於1934年回國。日後魏澤爾擔任軍事刊物作家，直到1947年1月3日逝世於奧格斯堡。

## 註腳
1. ↑  馬振犢 & 戚如高（1997年），第151-152页
2. ↑  傅寶真（1998年），第228-230页